# Lista chorążych reprezentacji Kuwejtu na igrzyskach olimpijskich
Lista chorążych reprezentacji Kuwejtu na igrzyskach olimpijskich – lista zawodników i zawodniczek reprezentacji Kuwejtu, którzy podczas ceremonii otwarcia nowożytnych igrzysk olimpijskich nieśli flagę Kuwejtu.

## Chronologiczna lista chorążych
| Lp. | Rok i miejsce     | Chorąży                 | Dyscyplina              |
| --- | ----------------- | ----------------------- | ----------------------- |
| 1   | 1968, Meksyk      | b. d.                   |                         |
| 2   | 1972, Monachium   | Younis Abdallah         | Lekkoatletyka           |
| 3   | 1976, Montreal    | b. d.                   |                         |
| 4   | 1980, Moskwa      | b. d.                   |                         |
| 5   | 1984, Los Angeles | Tareq Al-Ghareeb        | Judo                    |
| 6   | 1988, Seul        | b. d.                   |                         |
| 7   | 1992, Barcelona   | b. d.                   |                         |
| 8   | 1996, Atlanta     | Abdullah Al-Rashidi     | Strzelectwo             |
| 9   | 2000, Sydney      | Fawzi Al-Shammari       | Lekkoatletyka           |
| 10  | 2004, Ateny       | Fehaid Al-Deehani       | Strzelectwo             |
| 11  | 2008, Pekin       | Abdullah Al-Rashidi     | Strzelectwo             |
| 12  | 2012, Londyn      | Fehaid Al-Deehani       | Strzelectwo             |
| 13  | 2016, Rio         | Kuwejt nie brał udziału | Kuwejt nie brał udziału |
| 14  | 2020, Tokio       | Lara Dashti             | Pływanie                |
| 14  | 2020, Tokio       | Talal Al-Rashidi        | Strzelectwo             |